# Grallaria hypoleuca
Pita-formigueira-de-barriga-branca ou torom-de-ventre-branco (Grallaria hypoleuca) é uma espécie de ave da família Formicariidae.
Pode ser encontrada nos seguintes países: Colômbia, Equador e Peru.
Os seus habitats naturais são: regiões subtropicais ou tropicais húmidas de alta altitude e florestas secundárias altamente degradadas.